# Антонина
Антонина (грч. Ἀντωνίνα, рођ. око 484. — умрла после 565. год.) била је супруга источноримског (византијског) војсковође Велизара и близак сарадник моћне царице Теодоре, Јустинијанове супруге.

## Младост
Антонина је била родом из породице циркуских забављача, отац и деда су јој били возачи четворопрега у Солуну и Константинопољу, а мајка глумица. Пореклом је дакле спадала у најнижи и најпрезренији слој позноримског друштва. По Прокопију из Цезареје, Антонина је у младости водила разблудан живот цариградске глумице и родила неколико деце. Ипак, у околини циркуске арене упознала је и популарну пантомимичарку и познату куртизану Теодору.
Након што се удала за Јустинијана нешто после 525. године, Теодора није заборавила своју родбину и пријатеље из времена сиромаштва и свакодневне борбе за живот. Њеним посредовањем Јустинијан је оженио свог талентованог војсковођу Велизара са Антонином. Антонина је петнеастак година била старија од свог супруга и у брак је довела бар двоје деце: сина Фотија и ћерку чије нам име није остало забележено, али која је доцније удата за високог официра Илдигера. У браку са Велизаром, добила је само једно дете, ћерку Јовану (Ioannina).

## У Велизаровој пратњи
По Прокопију, Велизаровом верном секретару, Антонина је била доминатан брачни партнер насупрот Велизару, који је био бриљантан војсковођа, али особа слабе воље. По малициозној Тајној историји, Антонина је и након уласка у брак наставила раскалашно да живи и виђа младе љубавнике. Једино се плашила Теодоре, која је сада водила узоран живот, и радо је служила као царичин поверљиви изасланик.
На двору и у високим војним круговима било је познато да је Антонина у вези са Велизаровим посинком и кумчетом, извесним Теодосијем. Њихова веза је изгледа отпочела у време византијског похода на вандалску Африку 533. године. Велизар није знао за Антонино дугогодишње неверство, што га је чинило жалосном и комичном фигуром у очима његових потчињених. Антонина је затим пратила супруга у Италији током прве фазе Готског рата. Под Теодориним притиском, а по поруци коју му је Антонина пренела, Велизар је у марту 537. насилно свргнуо папу Силверија и заменио га Вигилијем. По доласку на престо св. Петра, Вигилије је наводно морао да потпише монофизитски симбол вере и преко Антонине га пошаље на Исток. Током готске опсаде Рима, Велизар је послао Антонину и Прокопија у Напуљ где су окупили византијску флоту и затим преко Остије увезли неопходне намернице у Вечни град. Након пада Равене 540. Велизар и Антонина су се вратили у Цариград.

## Брачна криза
За разлику од претходних похода, Велизар, који је најзад сазнао за Антонинно неверство, је оставио супругу у престоници. У пролеће 541., Антонина се, као Теодорин поверљиви агент, приближила Еуфемији, ћеркици моћног и безскрупулозног преторијанског префекта Истока Јована Кападокијског. Антонина је пренела девојци лажну причу како се Велизар, у то време на источној граници Царства, спрема да свргне цара само уколико би добио подршку престоничких великодостојника. Јован се полакомио и, и поред царевог тајног упозорења, отишао на састанак са Антонином у Халкедон. Када је отворено изрекао своје тежње да се зацари, Јован је ухапшен од стране Нарзеса, али је успео да побегне у Цариград и затражи склониште у цркви. Прокопије бележи да је Јован Кападокијски отишао право цару био би помилован, али је његово бекство у цркву схваћено као признање кривице. Јован Кападокијски је лишен највећег дела свог иметка и послат у прогонство. Надживео је Теодору и пред крај живота се вратио у Константинопољ, али се више никада није приближио цару.
Велизар се пак после првих борби са Персијанцима у лето 541. повукао се на римску територију. Његово повлачење било је једним делом и акт револта против политички моћне неверне супруге. У лето 541. Фотије, Антонинин син, обећао је свом поочиму да ће се побринути за Теодосија. У исто време, Антонина, коју је њен разочарани супруг оставио у Цариграду, је објавила да долази да му се, као и дотада, придружи током војног похода. Чим се састао са Антонином моментално ју је ставио под стражу, док је Фотије заточио Теодосија у једној тврђави Киликије. Међутим, тада се у породичну драму умешала царица Теодора, Антонин дужник у случају обарања Јована Кападокијског, тако да је Теодосије ослобођен док је Фотије после тортуре провео три године у тамницама царичине тајне полиције. Велизар је опозван у Цариград где је практично натеран током зиме да се помири са Антонином.
У лето 542. године Царством је завладала страшна епидемија куге од које се разболео и сам цар. Незванично, Теодора је преузела регентство у своје руке. До Теодоре је стигла вест да су Велизар и други важан војсковоћа, Буз, изјавили да неће прихватити цара који би био именован у Цариграду, дакле под Теодориним утицајем и без њиховог пристанка. Обојица су убрзо позвани у Константинов град. Буз је лишен свих почасти и притворен на две године у Теодорину тајну тамницу у којој је од тмине изгубио вид. Популарном Велизару је одузето његово богатство и лична гарда и остављен је у уверењу да сваког дана може да очекује ликвидаторе. Најзад, када се Јустинијан опоравио 543. Велизару су враћена пређашња овлашћења и имовина, али му је Теодора ставила до знања да је преживео само захваљујући молбама своје презрене супруге Антонине. Штавише, помирење је прослављено веридбом Велизарове једине ћерке Јоване и Теодориног унука Анастасија. Царичина освета је тиме била потпуна пошто се надала да ће тако огромно Велизарево богатство прећи у руке њене породице.

## Позније године
Велизар је 544. поново упућен у Италију, где су Готи под командом Тотиле преузели иницијативу. Међутим, прилике у Италији су биле тешке по византијску војску, Велизар се једино могао посветити одбрани Рима праћен сталним несташицама новца и хране. Једини начин да на цариградском двору хитно скрене пажњу на своје тешкоће био је да пошаље Антонину царици Теодори. И пре него што је Антонина стигла, Теодора је 28. јуна 548. преминула од рака. Пошто се ништа није могло учинити, Антонина је по Велизаровој жељи затражила да буде повучен. Почетком 549. године Велизар је по други и последњи пут напустио Италију.
Након Теодорине смрти, Антонина је раздвојила Анастасија и Јовану. О остатку Антонининог живота не знамо много, пре свега зато што се Прокопијева нарација догађаја завршава поразом Острогота 553. године. Познато нам је да је као Велизарова супруга носила титулу патрикије. Како је Велизар након повратка из Италије стално боравио у Константиновом граду, Антонина је водила престонички живот. Велизар је умро у марту 565. године и Јустинијан је преузео његову огромну имовину, али је и сам умро 14. новембра исте године. По византијској традицији из познијих времена Антонина се замонашила и живела је заједно са Јустинијановом сестром Вигилантијом, мајком новог цара Јустина II. Под Антониним утицајем Вигилантија је наводно изградила цариградску цркву св. Прокопија.